# أم قصر
أم قصر هي مدينة عراقية تقع في أقصى جنوب العراق ضمن محافظة البصرة وتضم المدينة ميناء أم قصر وكانت قبل بناء الميناء قرية صغيرة يمتهن سكانها صيد السمك، بعد عام 1958م بُني ميناء أم قصر.
أثناء حرب القادسية الثانية/حرب الخليج الأولى ازدادت أهمية ميناء أم قصر لإن الحرب منعت العراق من استخدام موانئه الأخرى القريبة من أجواء المعارك وقد تعرضت أم قصر إلى تهديد خطير عندما نجحت إيران في عام 1986 بإحكام سيطرتها على قضاء الفاو التي كانت قريبة جداً من ميناء أم قصر الحيوي والرئيسي للملاحة في العراق ولكن أم قصر لم تقع في أيدي القوات الإيرانية أثناء حرب الخليج الأولى.
في حرب الخليج الثانية تعرضت أم قصر إلى قصف شديد مما أدى إلى شل الحركة فيها وبني في وسط المدينة الصغيرة سياج يفصل بين العراق والكويت وفقد العراق بذلك سيطرته على مدخل الميناء الذي كان تحت سيطرة الكويت.
في غزو العراق 2003م كانت أم قصر من أوائل المناطق التي شهدت هجوما عليها من قبل قوات التحالف حيث تم السيطرة عليها من قبل القوات البحرية البريطانية بعد قتال شرس مع الجيش العراقي في معركة أم قصر دام عدة أيام.

## تاريخ أم قصر
كانت أم قصر في الأصل قرية صيد صغيرة، ولكن كانت تستخدم كميناء بحري. وكانت هذه المنطقة تسمى بالسابق «الصابرية»، نسبة إلى جماعة الصوابر الذين كانوا يسكنونها، أو لأن ماؤها كان مرًا بطعم ثمرة الصبر، فكان إسم المنطقة بالأول هو «الصبرية» ثم حرف بعدها إلى الصابرية.
وقد بنى فيها الشيخ يوسف الإبراهيم النجدي وهو من منطقة الوشم منذ اكثر من ثلاث قرون[مفارقة تاريخية] قصرين في بقعة تدعى الحجيجية، وكان القصر الأول في شمالها والثاني جنوبها، وهو يقصد بذلك النزهة والصيد، فلما مات اندثرت معالمها. وقيل إنما سميت بأم قصر نسبة إلى التاجر المشهور «أحمد بن رزق» الذي بنى فيها قصرًا فخما سنة (1232هـ-1816م) وسوره بسور حصين ثم مونه بجميع الحاجيات واتخذ منه مشتًا ودارًا ربيعيًا للصيد ثم اتخذه كهمزة وصل لنقل البضائع واستيرادها.
ولأن ساحلها يصلح لرسو السفن فقد أصبحت هذه المنطقة نقطة تفريغ حمولات السفن القادمة من خليج البصرة، وبما أنها لاتبعد عن البصرة اكثر من 75 كم فقد أصبحت تجارة البصرة تنقل عن طريقها أيضا إلى السفن البحرية، واتصلت أيضا بمنطقة الزبير، فكانت البضائع الآتية من الصحراء ومن شمال العراق ومن سوريا القادمة من أوروبا تشحن من منطقة أم قصر لتحمل بالسفن وتنقل إلى الهند والصين وإمارات الخليج العربي.
وخلال الحرب العالمية الثانية تم إنشاء ميناء مؤقت هناك من قبل الحلفاء لإرسال الإمدادات إلى الاتحاد السوفياتي. تراجعت أهميتها بعد الحرب، لكن حكومة الملك فيصل الثاني قامت بإنشاء ميناء دائم في عام 1950.

### قلعة أم قصر
في سنة 1905م في عهد محلص باشا والي البصرة بالعراق في العهد العثماني، كان بأم قصر قلعة أم قصر على خور صغير من البحر، فيها سرية جنود وضابطهم اسمه قاسم أفندي، وصفة القلعة مثل قلعة سفوان.

## أحياء مدينة أم قصر
| اسم الحي                 | مساحته | سكانه |
| حي الزهراء - الصناعة     |        |       |
| حي الموانئ الأولى        |        |       |
| حي الموانئ الثاني        |        |       |
| حي المعلمين              |        |       |
| حي الجاهزة - دور الخمسين |        |       |
| دور المشروع              |        |       |
| القاعدة                  |        |       |
| حي دور الهندية الشمالية  |        |       |
| دور الشعبي               |        |       |
| حي دور الهندية الجنوبية  |        |       |